# (533211) 2014 DU143
(533211) 2014 DU143 est un objet transneptunien en résonance 3:4 avec Neptune mesurant environ 180 km de diamètre